# Bourse bicipito-radiale
La bourse bicipito-radiale est la bourse synoviale située au coude entre la tubérosité radiale et le tendon distal du muscle biceps brachial.